# Erina eugenia
Erina eugenia är en fjärilsart som beskrevs av Waterhouse och Charles Lyell 1914. Erina eugenia ingår i släktet Erina och familjen juvelvingar. Inga underarter finns listade i Catalogue of Life.